# Ngebruk (Poncokusumo)
Ngebruk is een bestuurslaag in het regentschap Malang van de provincie Oost-Java, Indonesië. Ngebruk telt 3883 inwoners (volkstelling 2010).